# Rhampholeon chapmanorum
Rhampholeon chapmanorum este o specie de cameleoni din genul Rhampholeon, familia Chamaeleonidae, descrisă de Colin Tilbury în anul 1992. Conform Catalogue of Life specia Rhampholeon chapmanorum nu are subspecii cunoscute.